# 몰운대
몰운대(沒雲臺)는 부산광역시 사하구 다대동, 낙동강 하구의 가장 남쪽에서 바다와 맞닿는 곳에 자리잡고 있으며 부산국가지질공원의 지질유산이며 낙동정맥의 종점이0다. 1972년 6월 26일 부산광역시의 기념물 제27호로 지정되었다.

## 지질
부산 사하구 남단의 해안가에 위치한 몰운대 지질명소는 지질학적으로 백악기 말 양산 단층과 동래 단층 사이에서 만들어진 다대포 분지의 남서부에 해당한다. 몰운대에는 경상 누층군 유천층군 다대포층의 퇴적암 지층과 화성암류 등 다양한 암석이 분포하며 퇴적동시성 정단층, 주향 이동 단층, 암맥, 고지진성 구조, 광맥 등 특이한 지질구조들이 나타난다.
몰운대의 다대포층
- 북위 35° 02′ 15.8″ 동경 128° 58′ 13.1″ / 북위 35.037722°  동경 128.970306°
- 북위 35° 02′ 15.7″ 동경 128° 58′ 12.9″ / 북위 35.037694°  동경 128.970250°
- 북위 35° 02′ 16.2″ 동경 128° 58′ 12.6″ / 북위 35.037833°  동경 128.970167°

## 현지 안내문
몰운대는 낙동강 하구의 가장 남쪽에서 바다와 맞닿는 곳에 자리잡고 있다. 16세기까지는 몰운대라는 섬이 있었으나, 그후 낙동강에서 내려오는 흙과 모래가 쌓여 다대포와 연결되어 육지가 되었다고 한다. 이 일대는 지형상 안개와 구름이 자주 끼어 앞이 잘 보이지 않는 경우가 많은데, 안개와 구름에 잠겨서 보이지 않는다고 하여 몰운대(沒雲臺)라는 이름이 생겨나게 되었다.
다대포와 몰운대는 조선시대 국방의 요충지로서 임진왜란(1592) 때에는 격전이 벌어졌으며, 이순신의 선봉장이었던 충장공 정운도 이 앞 바다에서 500여 척의 왜선을 맞아 힘껏 싸우다가 순국하는 등 역사의 한 장면이 연출된 곳이기도 하다. 정운의 순국을 기리기 위한 사당과 비석이 있는 이 곳은 기암괴석과 울창한 나무들로 이루어진 아름다운 경승지이다.

## 교통

### 도시철도
- ● 부산 도시철도 1호선 : 다대포해수욕장역

### 버스
- ● 2번 : 다대포 ↔ 낫개역 ↔ 신평역 ↔ 하단교차로 ↔ 사하역 ↔ 대티역 ↔ 서대신역 ↔ 부산역 ↔
- ● 3번 : 다대포 ↔ 다대포항역 ↔ 낫개역 ↔ 동매역 ↔ 사하구청 ↔ 을숙도 ↔ 명지동 ↔ 신호지구
- ● 11번 : 다대포 ↔ 낫개역 ↔ 신평역 ↔ 사하역 ↔ 괴정역 ↔ 서대신역 ↔ 서구청 ↔ 남포동 ↔ 남항동 ↔ 영도 영선동
- ● 96번 : 다대포 ↔ 낫개역 ↔ 장림동 ↔ 구평고개 ↔ 대티역 ↔ 서대신역 ↔ 서구청 ↔ 암남동 ↔ 송도해수욕장
- ● 338번 : 다대포 ↔ 낫개역 ↔ 신평역 ↔ 하단역 ↔ 엄궁동 ↔ 사상역 ↔ 덕포역 ↔ 모라주공아파트
- ● 1000번 : 다대포 ↔ 낫개역 ↔ 장림동 ↔ 동매역 ↔ 괴정초등학교 ↔ 부산역 ↔ 부산진역 ↔ 서면역

## 참고 문헌
- 이 문서에는 다음커뮤니케이션(현 카카오)에서 GFDL 또는 CC-SA 라이선스로 배포한 글로벌 세계대백과사전의 "《몰운대》" 항목을 기초로 작성된 글이 포함되어 있습니다.

## 같이 보기
- 부산국가지질공원
- 경상 누층군 다대포층
- 다대포해수욕장
- 해운대

## 참고 자료
- 몰운대 - 국가유산청 국가유산포털